# Charles John Napier
Sir Charles John Napier (Falkirk, 6 marzo 1786 – Londra, 6 novembre 1860) è stato un ammiraglio britannico che servì per sessant'anni nella Royal Navy, in particolare durante le guerre napoleoniche, la guerra di Siria e quella di Crimea.
Nel 1813 catturò l'isola di Ponza, motivo per il quale fino al 1815 fu anche "Conte di Ponza", ma il titolo non sembra essere ufficiale, e per un periodo comandò la Marina portoghese nelle cosiddette Guerre Liberali. Fu un innovatore preoccupato dello sviluppo di navi con scafo in ferro, un difensore dei diritti dei marinai militari e fu anche membro del partito Liberal nel Parlamento inglese. Fu probabilmente l'ufficiale di marina più conosciuto nell'era Vittoriana.

## Biografia

### I primi anni
Napier era il figlio secondogenito del capitano Charles Napier, e nipote di Francis, VI lord Napier; egli era inoltre discendente del grande matematico John Napier. Charles nacque a Merchiston Hall, presso Falkirk, il 6 marzo 1786, e frequentò la Royal High School di Edimburgo.

### La rivoluzione francese e le guerre napoleoniche

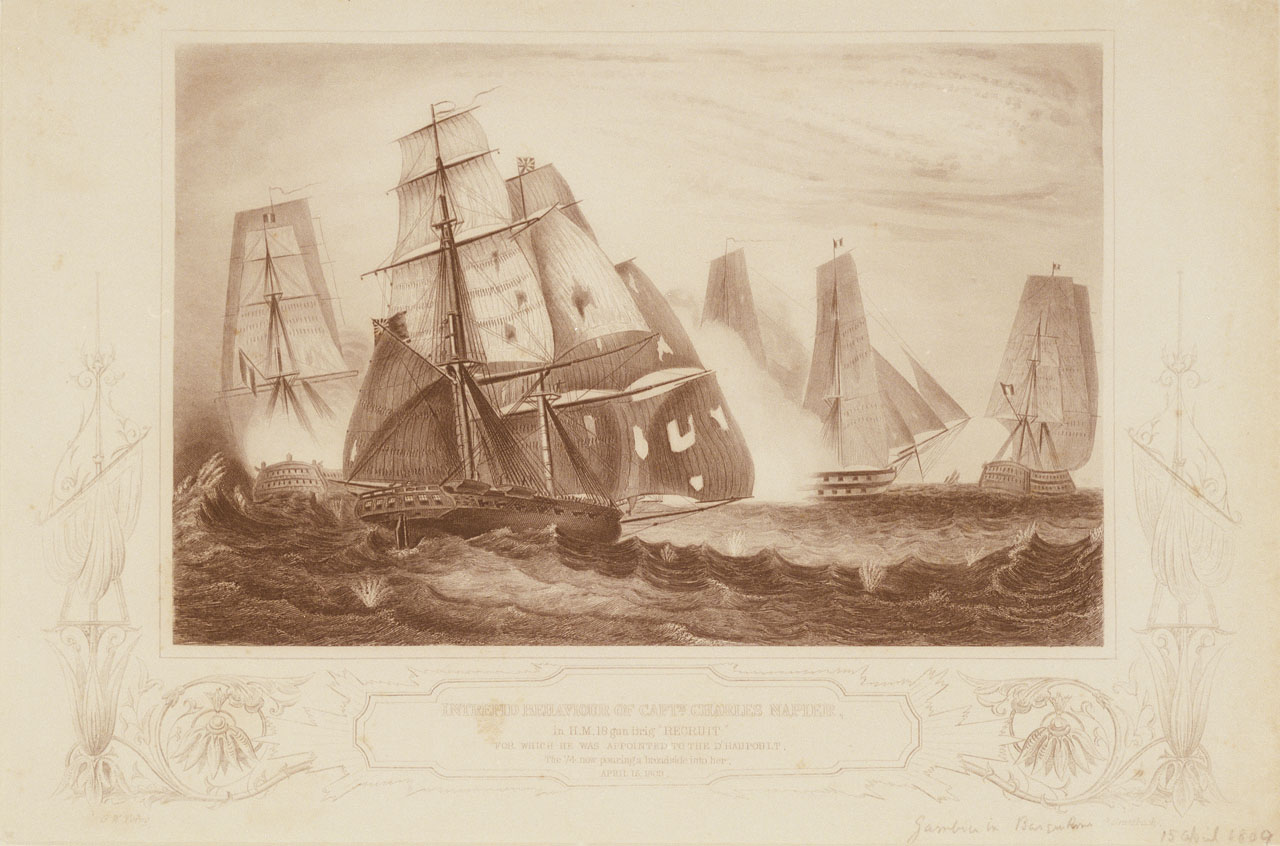
L'episodio navale del 15 aprile 1809 con la nave francese Hautpoult (sullo sfondo).

Charles Napier divenne mozzo nel 1799 a bordo della HMS Martin, per poi lasciarla dal maggio del 1800 per passare alla Hms Renown, comandata da sir John Borlase Warren. Nel novembre del 1802 egli venne trasferito sulla fregata HMS Greyhound al comando del capitano William Hoste. L'anno successivo si spostò sulla fregata HMS Egyptienne per un viaggio verso l'Isola di Sant'Elena a scorta di un convoglio di navi e poi prestò servizio nel Canale della Manica e lungo le coste francesi. Nel 1804-1805 egli prestò servizio per breve tempo sulla HMS Mediator per poi passare alla HMS Renommée presso Boulogne. Promosso luogotenente il 30 novembre 1805, venne assegnato quindi alla HMS Courageux con la quale si recò nelle Indie Occidentali e prestò servizio sotto l'ammiraglio Warren col quale catturò le navi francesi Marengo e Belle Poule il 13 marzo 1806. Tornato in patria con Warren, egli fece nuovamente ritorno nelle Indie Occidentali a bordo della St George e venne promosso comandante il 30 novembre 1807 per poi essere posto al comando del brigantino Pultusk di 16 cannoni. Nell'agosto del 1808 divenne capitano dello sloop HMS Recruit, col quale combatté ad Antigua contro lo sloop francese Diligente, che colpì la sua nave di striscio con una palla di cannone.
Nell'aprile del 1809 Napier prese parte alla cattura della Martinica e successivamente si distinse nell'inseguimento di tre navi francesi di linea sempre con il Recruit al punto che gli inglesi furono in grado di catturare la nave francese Hautpoult. Come risultato dell'operazione venne promosso post-captain e gli venne per breve tempo affidato il comando proprio della Hautpoult catturata con la dotazione di 74 cannoni.
Pur con la conferma del rango il 22 maggio 1809 egli seguitava a trovarsi a mezza paga e ritornato in Inghilterra fu temporaneamente capitano della HMS Jason col compito di scorta a convogli. Durante questo periodo Napier colse anche l'occasione per recarsi in Portogallo per visitare i suoi tre cugini, tutti colonnelli d'esercito sotto il comando di Arthur Wellesley, I duca di Wellington, uno dei quali era Charles James Napier, futuro conquistatore di Sindh. Egli prese parte alla Battaglia di Buçaco nella quale salvò la vita al cugino Charles ed egli stesso venne lievemente ferito.
Nel 1811 venne nominato capitano della fregata HMS Thames e prestò servizio nel Mediterraneo combattendo i francesi. Tra le operazioni di maggior rilievo da lui compiute in questo periodo ricordiamo la cattura dell'isola di Ponza che appariva come un possibile covo di corsari. Nel 1813 si portò al comando della fregata HMS Euryalus che operò prevalentemente lungo le coste francesi e spagnole nel Mediterraneo.

### La guerra americana e icento giorni
Dopo la resa di Napoleone nel 1814 Napier e la sua nave vennero trasferiti lungo le coste americane dove la Guerra del 1812 era ancora in atto. Egli prese parte alla spedizione che risalì il fiume Potomac verso Alexandria in Virginia come secondo in comando al capitano James Alexander Gordon. Lo squadrone inglese impiegò 10 giorni per risalire i 50 chilometri del fiume, tempo giustificato anche dalle numerose tappe per riparare i danni di un tornado incontrato lungo il percorso, ma il 28 agosto 1814 dopo un bombardamento riuscirono a prendere il possesso di Fort Washington; il villaggio di Alexandria capitolò e le truppe poterono sbarcare sulla terraferma. Lo squadrone ridiscese dunque il fiume malgrado altri attacchi subiti dalle truppe americane dalle coste, colpi che ferirono anche lo stesso Napier al collo.
Egli si distinse quindi nell'attacco alla città di Baltimora assieme ad altre 16 navi della marina britannica tra il 12 ed il 14 settembre 1814 al comando dell'ammiraglio Alexander Cochrane. La Euryalus venne coinvolta nel bombardamento di Fort McHenry che iniziò la mattina del 13 settembre di quell'anno: l'attacco a sorpresa avvenne a mezzanotte e venne affidato al comando di Napier che con le sue navi penetrò in un ramo del fiume Patapsco con l'intenzione di colpirlo sul fianco, ma purtroppo la squadra venne intercettata dagli americani e bombardata da terra al punto che Napier dovette ritirarsi e la mattina del giorno successivo l'ammiraglio Cochrane dovette rinunciare all'operazione.
La Euryalus procedette dunque verso la città di Halifax, in Nuova Scozia per essere riparata e Napier colse tra l'altro l'occasione per ingaggiare guerra con la nave americana USS Constellation che si trovava ormeggiata al porto di Norfolk in Virginia. La Euryalus divenne quindi parte dello squadrone che l'ammiraglio Cochrane portò con sé in Florida e Louisiana nel dicembre 1814 per trascorrere li l'inverno e dare inizio l'8 gennaio 1815 alla Battaglia di New Orleans che portò alla firma del Trattato di Ghent.
Con la fuga di Napoleone dall'Elba e il suo breve ritorno al potere (i cento giorni), la Euryalus fece ritorno in Gran Bretagna e Napier ottenne la missione di sbarcare delle truppe alla foce del fiume Scheldt per prevenire l'avanzata francese verso il Belgio.

### Matrimonio e famiglia
Alla fine della guerra, Napier venne nominato Compagno dell'Ordine del Bagno (4 giugno 1815). Egli sposò Frances Elizabeth Elers, nata Younghusband, chiamata famigliarmente Eliza, che aveva conosciuto a Edimburgo già dalla gioventù. Nel frattempo però Eliza aveva sposato il luogotenente Edward Elers e ne era rimasta vedova dopo averne avuto quattro figli che vennero tutti adottati da Napier. Di questi figli, Charles Elers Napier, divenne ufficiale di marina. Il maggiore, Edward Elers Napier, entrò invece nell'esercito e divenne maggiore generale dedicandosi anche alla scrittura e realizzando una biografia del patrigno. La coppia Charles-Frances, inoltre, ebbe due figli di cui un figlio nato a Roma e morto a 5 anni per un incidente, ed una figlia nata sulle rive del Lago di Ginevra. Durante l'anno successivo al suo matrimonio, Napier viaggiò in Italia, Svizzera (ove per breve tempo pensò di ritirarsi aprendo un'azienda agricola) ed a Parigi.

### Ferro e vapore
Durante questi anni Napier iniziò una fervida e infaticabile corrispondenza con l'ammiragliato inglese al fine di suggerire nuove migliorie per la marina. Egli cercò di persuadere l'amministrazione a fornire nuove tattiche, a sviluppare navi a vapore ed a utilizzare il ferro per la costruzione delle navi anziché il legno oltre a dare una nuova istruzione agli ufficiali e dando ordinamenti per una vita più dignitosa riservata ai marinai, ritenendo che il nonnismo e le frustate fossero ormai metodi di punizione sorpassati. Malgrado questo suo impegno come precursore dei suoi tempi, l'amministrazione della marina dell'epoca non lo tenne in gran conto e anzi lo vide come un eccentrico. Fervido sostenitore come abbiamo detto della forza vapore sin dai suoi primordi, egli iniziò ad investire considerevoli finanze nella costruzione di una propria imbarcazione a vapore che dal 1821 concorse al finanziamento di altri temerari nel campo e divenne così il primo piroscafo costruito interamente in ferro. L'Aaron Manby ottenne il proprio nome dal fabbro che lo realizzò, lavorante per la Horseley Ironworks di Tipton, nello Staffordshire, che aveva accolto il disegno preparato da Napier, Manby e dal figlio di quest'ultimo, Charles. Dopo le prime prove, nel maggio del 1822 l'Aaron Manby attraversò il Canale della Manica a Le Havre al comando di Napier e procedette quindi per la Senna verso Parigi ove rimase nel decennio successivo. La compagnia di Napier costruì altre cinque navi di questo tipo ma nel 1827 finì in bancarotta lasciando la famiglia Napier in gravi condizioni finanziarie.

### In Portogallo
All'inizio del 1829 egli venne nominato comandante della fregata HMS Galatea. L'ammiragliato gli diede il permesso di modificare la nave secondo dei propri disegni che erano tesi a dimostrare come una nave potesse viaggiare indipendentemente dalla spinta del vento. Ad ogni modo l'intero ammiragliato non adottò le sue innovazioni.
All'inizio delle Guerre Liberali in Portogallo nel 1832 Napier era di servizio alle Azzorre che erano l'unica parte del territorio portoghese rimasta nelle mani della regina Maria II del Portogallo dopo l'usurpazione del trono ad opera di suo zio, l'assolutista don Miguel. Trovandosi senza missioni pendenti ed ancora a mezza paga, la Galatea nel giugno del 1832 decise di accettare di unirsi ai liberali e salpò alla volta del Portogallo ove apportò delle truppe di rinforzo a Porto usando il falso nome di Carlos da Ponza e ricongiungendosi con dom Pedro, padre della regina Maria ed ex imperatore del Brasile.
Con le navi a sua disposizione, Napier trasportò quindi l'esercito liberale in Algarve per aprire un secondo fronte di guerra a sud del paese. Nel viaggio di ritorno la flotta di Napier distrusse gran parte delle navi in mano ai micheliti nella Battaglia di Capo St Vincent del 5 luglio 1833. Questa vittoria permise ai liberali di riprendere possesso di Lisbona, che era stata abbandonata dai micheliti, ma lo squadrone di Napier a questo punto dovette fronteggiare il dilagare di un'epidemia di colera.
Iniziò qui un periodo critico per Napier: da un lato la Francia chiese all'Inghilterra che Napier venisse cancellato dall'elenco della marina britannica, dall'altro l'ex imperatore dom Pedro lo nominò ammiraglio della marina portoghese il 10 luglio 1833. I tentativi della Francia di sobillare il governo inglese sull'azione erano essenzialmente dovuti al fatto che ella supportava i conservatori e sul fatto che lo stesso Guglielmo IV del Regno Unito non avesse simpatie né per Napier né per i portoghesi.
Continuando così il proprio servizio portoghese, Napier comandò le forze di terra che nel settembre del 1833 si prodigarono per la difesa di Lisbona. Per questi meriti divenne Gran Commendatore dell'Ordine della Torre e della spada e venne creato Conte del Capo di Saint Vincent nella Parìa del Portogallo.
Nel 1834, con una piccola armata composta in gran parte da marinai inglesi, riconquistò la regione di Minho alla causa costituzionale. Dopo la sconfitta finale del re Michele e la morte di dom Pedro, Napier si ritrovò frustrato nel suo tentativo di riformare l'amministrazione della marina del Portogallo e fece ritorno in Inghilterra. La sua partenza venne salutata con grande concorso di popolo e con i ringraziamenti di entrambe le camere del parlamento. Tornato in patria sino al 1836 si manterrà occupato nello scrivere un libro sulla guerra portoghese.
Dopo aver pubblicato An Account of the War in Portugal col titolo di ammiraglio Charles Napier, l'opera venne contestata da alcuni perché egli era ammiraglio solo nella flotta portoghese. Egli venne restaurato al suo ruolo di capitano nella marina britannica con un Order in Council datato 9 marzo 1836, e nel luglio del 1837 venne eletto deputato al parlamento per la circoscrizione di Greenwich nelle file dei liberali. Nel 1838 ricevette il comando della HMS Powerful.

### La guerra di Siria
Quando scoppiarono delle rivolte in Siria e Mehmet Ali, governatore dell'Egitto, invase il paese e distrusse l'armata turca, Napier ottenne di prestare servizio nel Mediterraneo. La sera del 29 maggio 1839 la Powerful venne ancorata nel Cove of Cork, in Irlanda, da dove ottenne l'incarico urgente da parte dell'ammiragliato di recarsi a Malta assieme alle imbarcazioni HMS Ganges e HMS Implacable. La Powerful raggiunse La Valletta il 24 giugno di quell'anno, in serata, stazionandovi per circa un anno.
Nell'estate del 1840 i cristiani maroniti del Libano iniziarono la loro rivolta contro gli occupanti egiziani e Muhammad Ali inviò Ibrahim Pasha con un'armata di 15 000 uomini a incendiare i villaggi lungo la costa libanese. Dal 1º luglio 1840 Napier raggiunse il rango di Commodoro ed ottenne il compito di guardare la costa per proteggere gli interessi dell'Inghilterra nella zona. Nell'agosto di quell'anno raggiunse Beirut e chiese formalmente a Suleiman Pasha, governatore della città per conto di Muhammad Ali, di abbandonare la città e lasciare la Siria, ma questi non cedette alle richieste e pertanto Napier attese sino al mese successivo per potersi ricongiungere con le forze dell'ammiraglio Robert Stopford composte da navi austriache, ottomane e russe oltre che inglesi. La guerra scoppiò l'11 settembre 1840 e a causa di una malattia che colpì il comandante d'esercito, il generale di brigata sir Charles Smith, Napier ottenne il comando anche delle forze di terra e sbarcò a Jounieh con 1 500 soldati turchi e marines britannici per combattere l'esercito di Ibrahim e prevenire altri problemi lungo la costa. Nel frattempo Stopford bombardò Beirut uccidendo molti civili. Napier si distinse successivamente attaccando Sidon, una delle principali basi egiziane a sud dell'area, che capitolò il 28 settembre di quell'anno.
Gli egiziani abbandonarono Beirut il 3 ottobre e mentre Napier si preparava ad attaccare i nemici a Boharsef, gli venne ordinato di lasciare il comando dell'armata al legittimo comandante Smith. Napier sapeva che accogliere questo ordine avrebbe voluto dire rinunciare ai piani tattici che necessitavano di cogliere l'attimo per essere attuati e così decise di disobbedire ai suoi superiori continuando l'attacco contro l'esercito egiziano. Ne derivò il 10 ottobre successivo la Battaglia di Boharsef che venne vinta dopo aspri combattimenti. Sul finire del mese l'unica posizione costiera mantenuta dagli egiziani era Acri che Stopford si ripropose di catturare. Il 3 novembre la flotta del Mediterraneo, assieme agli alleati turchi e austriaci, si spostò a sud-ovest e un fuoco mirato colpì il deposito di munizioni della città uccidendo in un sol colpo 1 100 persone e consentendo in nottata di occupare la città. Le perdite inglesi furono minime con solo 18 uomini uccisi e 41 feriti. Durante le operazioni, Napier si era mosso in maniera indipendente contro gli ordini di Stopford e pertanto molti nella marina ritenevano che egli dovesse essere processato dalla corte marziale, ma per la buona riuscita dell'impresa Stopford non sporse reclamo contro di lui.
Il rapido crollo del potere di Muhammad Ali con la prospettiva di un caos sanguinoso in Egitto, non faceva parte dei piani degli alleati e pertanto Stopford inviò Napier al comando di uno squadrone ad Alessandria d'Egitto per osservare la situazione. Qui, agendo ancora una volta per propria iniziativa, Napier favorì il blocco del porto con le proprie navi.
Napier, senza referenze né dai propri superiori né dal governo britannico, negoziò personalmente la pace con Muhammad Ali. Il trattato che venne stipulato garantì a Muhammad Ali ed ai suoi eredi la sovranità dell'Egitto (pur sottomessa alla sovranità del Sultano turco) ma che questo sarebbe passato all'Inghilterra qualora egli avesse nuovamente avanzato mire espansionistiche verso la Siria. 'Non so se ho fatto la cosa giusta a porre un freno alla questione orientale', scrisse Napier il 26 novembre di quell'anno a Lord Minto, Primo Lord dell'Ammiragliato. Stopford ripudiò immediatamente le decisioni di Napier non appena avuta la notizia del trattato, causando anche l'indignazione del console britannico in Egitto e del Sultano turco. Si rese quindi necessario concludere un nuovo trattato il 27 novembre successivo che non fu altro che una ratificazione dell'originale scritto da Napier e a quest'ultimo venne riconosciuto il merito dei contratti dall'amico Lord Palmerston.

### L'esperienza da parlamentare ed il comando della flotta del Canale della Manica
In riconoscimento al lodevole servizio svolto durante la campagna siriana, Napier ottenne il titolo di Sir il 4 dicembre 1840, e venne anche incluso nella camera dei comuni. Rispettivamente lo zar di Russia e l'imperatore d'Austria lo insignirono dell'Ordine imperiale di San Giorgio di IV classe e della croce di cavaliere dell'Ordine militare di Maria Teresa, oltre al rango di cavaliere dell'Ordine dell'Aquila Rossa. Nel gennaio del 1841 Napier venne inviato in missione speciale ad Alessandria ed al Cairo per verificare il mantenimento dei termini del trattato e tornando in Gran Bretagna nel marzo di quell'anno. Invitato in parlamento come rappresentante per due circoscrizioni, per sua richiesta venne posto a mezza paga. Alle elezioni del 1841 venne eletto per Marylebone nelle file dei liberali. In questa rinnovata posizione egli si prodigò per perorare la causa dei marinai inglesi e per l'incremento della potenza della marina britannica. Nel novembre del 1841 egli fu nominato aiutante di campo navale della regina Vittoria. Egli scrisse dunque e pubblicò War in Syria, un suo personale racconto della campagna. Il 4 dicembre 1845 divenne cittadino onorario di Edimburgo.
Napier mantenne il proprio interesse nel disegno navale e fu responsabile della progettazione della HMS Sidon varata nel maggio 1846. In quello stesso anno egli perse la sua sede parlamentare ma fu promosso Rear-Admiral of the Blue il 9 novembre. Nel maggio del 1847 egli venne nominato comandante della flotta del Canale della Manica, ponendo la propria bandiera sulla HMS St Vincent.
Il comando della flotta del Canale della Manica era più che altro un incarico onorifico, ma Napier lo giudicava comunque un incarico serio in quanto l'area d'operazione non si limitava unicamente al Canale della Manica, ma anche a tutta l'area delle coste occidentali dell'Inghilterra che mai come in quel momento, tra la Patuleia portoghese e le rivolte irlandesi, si rendeva uno dei punti più caldi del panorama marittimo inglese. Durante il 1848, la flotta rimase perlopiù a guardia delle coste irlandesi dove la situazione politica necessitava un intervento armato anche dal mare. Nel dicembre di quello stesso egli fu inviato a Gibilterra e da qui verso le coste del Marocco col proposito di sedare l'attività dei corsari del Rif riuscendo nell'impresa anche a far pagare numerosi danni di guerra al sovrano marocchino per i danni inferti al commercio inglese.
Napier ritornò in Gran Bretagna nell'aprile del 1849, ma trovò l'amara sorpresa della critica mossagli da The Times per il suo operato all'estero, al punto che, quando si propose per il comando della flotta del Mediterraneo, la sua nomina fu rifiutata, accogliendo invece quella del contrammiraglio sir James Dundas. Questo fu un motivo in più che spinse lo stesso Napier a scrivere lettere di protesta ai giornali e a Lord John Russell, ritenendo di essere stato derubato dei suoi legittimi diritti. Il 28 maggio 1853, per sanare la situazione, fu promosso Vice-Admiral of the Blue ma la sua battaglia personale andò avanti negli anni successivi.

### La campagna del Baltico

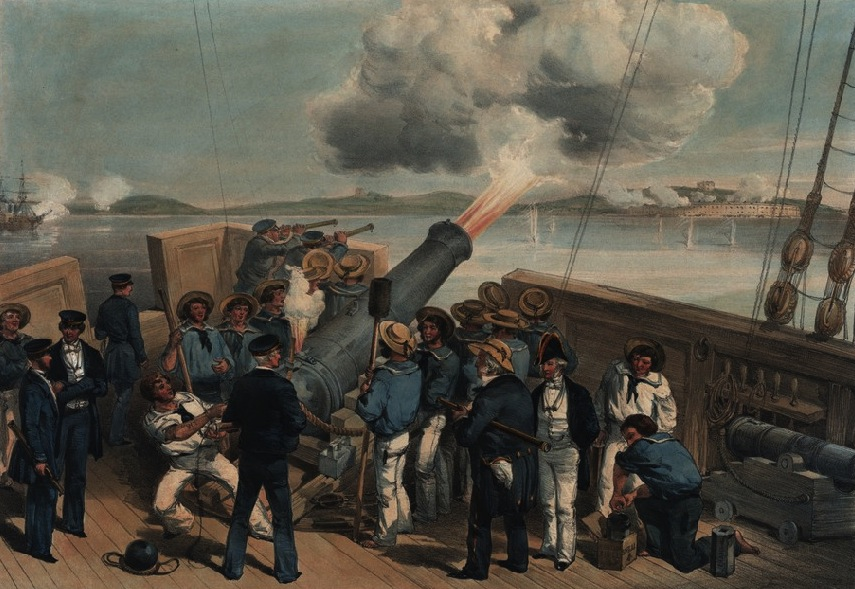
Il bombardamento della fortezza di Bomarsund durante la Guerra di Crimea. Napier è in primo piano col grande cappello di paglia e il telescopio in mano.

Allo scoppio della guerra con la Russia, meglio conosciuta col nome di Guerra di Crimea, Napier ricevette il comando della imponente Baltic Fleet della Royal Navy che mai fosse stata creata dalle guerre napoleoniche, destinata al Mar Baltico. La sua nomina non mancò di indispettire alcuni membri dell'ammiragliato, ma egli era il più anziano e il più esperto tra gli ufficiali disponibili. Napier pose la sua bandiera sulla nave HMS Duke of Wellington nel febbraio del 1854, avvalendosi di sottoposti del calibro del contrammiraglio Armar Lowry Corry, secondo in comando, e Henry Ducie Chads, terzo in comando, oltre a James Hanway Plumridge, al comando delle forze di esplorazione. Le forze di Napier vennero incrementate nel giugno di quello stesso anno da una flotta inviata da Napoleone III, che però mancava di uomini con esperienza e validi al servizio. Ad ogni modo il blocco di tutti i porti russi portò al bombardamento di alcuni porti nel Golfo di Finlandia. Durante la campagna venne concessa la prima Victoria Cross vinta da un mozzo imbarcato sulla HMS Hecla, che riuscì a gettare una granata russa fuoribordo con le proprie mani prima che questa esplodesse affondando la nave. Durante la campagna il contrammiraglio Corry venne reso inabile a causa della sua scarsa salute e venne rimpiazzato dal commodoro Henry Byam Martin. Il principale successo della campagna fu la cattura e la distruzione della fortezza russa di Bomarsund, presso le Isole Åland, che temporaneamente vennero liberate dal governo russo e che Napier cercò senza successo di offrire alla Svezia. Napier si rifiutò di attaccare la base di Sveaborg (definita la "Gibilterra del nord") e quella di Kronštadt, per il troppo rischio che ciò avrebbe presentato, il che portò ad altre proteste da parte del Times. Napier a questo punto capì di essere vessato dall'ammiragliato e specialmente dal Primo Lord dell'Ammiragliato, sir James Graham. Ad ogni modo l'operazione si concluse positivamente per Napier e non una nave inglese venne persa durante gli scontri.

### Il ritiro

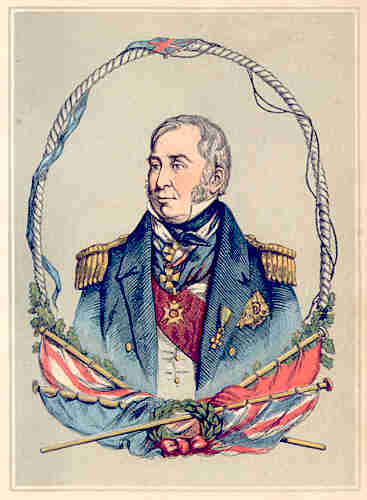
L'Ammiraglio Sir Charles Napier in un dipinto del 1855

Al suo ritorno nel dicembre del 1854 egli ottenne il pensionamento e la sua flotta venne assegnata all'ammiraglio Richard Saunders Dundas, Second Sea Lord.
L'ammiragliato tentò di rendere Napier il capro espiatorio del fallimento della campagna adducendo a tale imperizia la sua timidezza, l'età oltre a una tendenza a indulgere all'alcool, ma questo non bastò a compromettere la fama dell'ammiraglio.
Napier venne eletto per la costituente di Southwark nel febbraio del 1855 e portò la sua disputa con l'ammiragliato sui banchi della camera dei comuni. Egli non ottenne più alcun comando e continuò vigorosamente la sua campagna per la condizione dei marinai e per i miglioramenti alla marina, mantenendo gli impegni politici sino alla sua morte avvenuta il 6 novembre 1860. La sua tomba è ancora oggi presente nella chiesa di Tutti i Santi a Catherington nell'Hampshire. Le navi della flotta portoghese posero il lutto alle loro insegne per otto giorni in segno di rispetto al loro comandante.
Poco prima della propria morte, Napier stava persuadendo Giuseppe Garibaldi ad acquisire una flotta per la liberazione dell'Italia, che egli si sarebbe offerto di comandare.